# خوان باوتيستا ساكاسا
خوان باوتيستا ساكاسا (بالإسبانية: Juan Bautista Sacasa)‏ (و. 1874 – 1946 م) هو سياسي من نيكاراغوا .
وهو عضو في ليبرالية .

## التعليم
تعلم في جامعة كولومبيا، وكلية الأطباء والجراحين بجامعة كولومبيا.

## روابط خارجية
- خوان باوتيستا ساكاسا على موقع الموسوعة البريطانية (الإنجليزية)